# 佩列沃洛卡
49°7′1″N 25°21′2″E / 49.11694°N 25.35056°E
佩列沃洛卡（烏克蘭語：Переволока），是烏克蘭的村落，位於該國西部捷爾諾波爾州，由喬爾特基夫區負責管轄，處於斯特里帕河右岸，分別距離扎里溫齊0.5公里和舊佩特利基夫齊2公里，面積7.86平方公里，2001年人口2,368。